# 서울 문묘 은행나무
서울 문묘 은행나무(서울 文廟 銀杏나무)는 서울 문묘에 있는 은행나무이다. 1962년 12월 7일 대한민국의 천연기념물 제59호로 지정되었다.

## 개요
은행나무(Ginkgo biloba Linneaus)는 은행나무 과(科) 은행나무 속(屬)에 속하는 나자식물(裸子植物)이다. 잎이 갈라진 모습이 처녀가 머리를 땋은 것 같다 하여 영명(英名)이 Maidenhair Tree이며, 심어서 종자가 손자 대에 가서나 열릴 정도로 오래 산다 하여 공손수(公孫樹), 씨가 살구〔杏〕처럼 생겼으나 은빛이 난다 하여 백과목(白果木)이라고도 부른다. 고생대말 페름기에 지구상에 출현해 중생대 쥐라기(Jurassic)에 번성하였기 때문에 '살아있는 화석'이라고 부르며, 원산지는 중국의 장강(양쯔강, 揚子江) 하구 남쪽의 천목산(天目山)이라고 한다. 우리 나라에는 불교나 유교를 따라 들어온 것으로 추정되며 사찰·서원 등에 심었었다.
은행나무는 높이가 61m, 가슴높이직경 4m 이상 자라는 거목(巨木)으로서 겨울에는 낙엽이 진다. 은행잎은 어긋나기〔互生〕를 하며 부채꼴로서 끝 부분이 둘로 갈라지며 잎맥이 나란히 달리다 갈라지는 차상맥(叉狀脈)으로 독특한 모양새를 가진다. 잎에서 추출한 물질은 항암 성분이 있으며 혈액순환제로 이용된다. 가지는 긴 가지와 짧은 가지가 있는데, 짧은 가지는 번데기처럼 주름이
잡혀있으며 그 끝에 잎이 달린다.
수꽃이 각각 다른 나무에서 피는 암수딴그루〔二家花〕로서 꽃은 5월초에 잎과 함께 피기 시작한다. 바람에 실린 수꽃가루가 암꽃까지 날아가서 수정이 이루어지기 때문에 암나무와 수나무가 서로 보고 있어야 열매가 맺는다고도 했다. 열매는 핵과(核果)처럼 생겼으며 익으면 노란색을 띠는데, 종의(種衣)는 빨리 썩으며 고약한 냄새가 나고 피부에 닿으면 염증을 일으킨다. 종자는 껍질이 은백색으로서 난원형(卵圓形)이며 2∼3개의 능선이 있고 끝이 뾰족하고 밑이 둥글다.
목재는 바둑판·가구·상·칠기 등으로 사용되었고 불상을 비롯한 각종 불구(佛具)에도 빠질 수 없는 재료이다.
문묘(文廟)의 은행나무는 성균관대학교 경내 문묘의 명륜당 앞에 서 있는데 조선 중종 14년(1519)에 대사성(大司成) 윤탁(尹倬)이 심었다고 한다. 따라서 수령은 약 500년 가깝다. 현재 국내에서 자라고 있는 은행나무 중 크고 오래된 것 가운데 하나이다.
가장 큰 나무는 경기도 양평군의 용문사(龍文寺)에 있다.
문묘는 성균관대학교 정문 수위실 앞에서 바로 오른쪽(북쪽)으로 돌아 들어가면 나타나는데 공자의 신주(神主)를 모시는 사당이다.
문을 들어서면 명륜당 앞마당에 크기가 거의 같은 두 그루의 은행나무가 10여 미터의 거리를 두고 동서로 자라고 있다. 천연기념물로 지정된 것은 입구 쪽(동쪽)의 은행나무인데 나머지 한 그루도 이에 못지않게 크고 웅장하다. 이 은행나무에는 가지의 수피가 밑으로 쳐진 듯 길게 발달하는 방망이 모양의 유주(乳柱)가 있다. 3개가 같이 달려 있는데 2개는 길이가 길고 하나는 짧다. 천연기념물로 지정될 정도로 오래된 은행나무는 대개 암나무이지만, 이 나무는 수나무이다.
천연기념물 은행나무는 수고(樹高) 21m, 줄기의 흉고(胸高) 둘레가 7.3m이며 바로 옆의 나무는 둘레가 4.2m 정도로 약간 작다. 가지의 길이는 동서 22m, 남북도 22m로서 거대하며 가지 중간에 기둥으로 받쳐 놓았다. 이 은행나무의 특징은 원 줄기가 죽은 후 나무 밑에서 7개의 줄기가 자라서 원줄기 크기와 같이 자랐다고 하나 지금은 서로 붙어버려 완전한 큰 하나의 줄기처럼 보인다. 북쪽 편에는 맹아(萌芽)가 싹터 자란 어린줄기들이 발달해 있다. 서쪽에는 양석(陽石)이 놓여 있다.

## 현재 천연기념물로 지정되어 있는 은행나무
| 호수 | 품목                 | 지정(등록)일 | 소재지                                                         | 소유자(소유단체)                | 관리자(관리단체) |
| ---- | -------------------- | ------------ | -------------------------------------------------------------- | ------------------------------- | ---------------- |
| 30   | 양평 용문사 은행나무 | 1962.12.07   | 경기 양평군 용문면 신점리 626-1번지                            | 대한불교조계종 용문사           | 양평군           |
| 59   | 서울 문묘 은행나무   | 1962.12.07   | 서울특별시 종로구 성균관로 31 (명륜3가, 유림회관)              | 문화재청                        | 서울특별시       |
| 64   | 울주 구량리 은행나무 | 1962.12.07   | 울산 울주군 두서면 구량리 860번지                              | 울주군 외                       | 울주군           |
| 76   | 영월 하송리 은행나무 | 1962.12.07   | 강원 영월군 영월읍 하송리 190-4번지                            | 영월군                          | 영월군           |
| 84   | 금산 요광리 은행나무 | 1962.12.07   | 충남 금산군 추부면 요광리 329-8번지                            | 건설부 외                       | 금산군           |
| 165  | 괴산 읍내리 은행나무 | 1964.01.31   | 충북 괴산군 청안면 청안읍내로3길 8, (청안초등학교 내) (읍내리) | 충청북도교육감                  | 괴산군           |
| 166  | 강릉 장덕리 은행나무 | 1964.01.31   | 강원 강릉시 주문진읍 장덕리 643번지                            | 강릉시 외                       | 강릉시           |
| 167  | 원주 반계리 은행나무 | 1964.01.31   | 강원특별자치도 원주시 문막읍 반계리 1495-1번지                 | 원주시                          | 원주시           |
| 175  | 안동 용계리 은행나무 | 1966.01.13   | 경북 안동시 길안면 용계리 744외 8필                            | 국토교통부                      | 안동시           |
| 223  | 영동 영국사 은행나무 | 1970.04.27   | 충북 영동군 양산면 누교리 1395-14번지                          | 국토교통부 외                   | 영동군           |
| 225  | 구미 농소리 은행나무 | 1970.06.03   | 경북 구미시 옥성면 이곡1길 10 (농소리)                         | 건설부 외                       | 구미시           |
| 300  | 금릉 조룡리 은행나무 | 1982.11.09   | 경북 김천시 대덕면 조룡리 51외 2필                             | 김녕김씨충의공파김천금릉종중 외 | 김천시           |
| 301  | 청도 대전리 은행나무 | 1982.11.09   | 경북 청도군 이서면 대전리 638외 2필                            | 농림수산부 외                   | 청도군           |
| 302  | 의령 세간리 은행나무 | 1982.11.09   | 경남 의령군 유곡면 세간리 808외 3필                            | 의령군 외                       | 의령군           |
| 303  | 화순 야사리 은행나무 | 1982.11.09   | 전남 화순군 이서면 야사리 182-1번지 4필                        | 건설부 외                       | 화순군           |
| 304  | 강화 볼음도 은행나무 | 1982.11.09   | 인천 강화군 서도면 볼음도리 산186번지 외 1필                   | 강화군                          | 강화군           |
| 320  | 부여 주암리 은행나무 | 1982.11.09   | 충남 부여군 내산면 주암리 148-1번지 4필                        | 부여군 외                       | 부여군           |
| 365  | 금산 보석사 은행나무 | 1990.08.02   | 충남 금산군 남이면 석동리 709번지                              | 대한불교조계종 보석사           | 금산군           |
| 385  | 강진 성동리 은행나무 | 1997.12.30   | 전남 강진군 병영면 성동리 70번지                               | 건설교통부 외                   | 강진군           |
| 402  | 청도 적천사 은행나무 | 1998.12.23   | 경북 청도군 청도읍 월곡안길 28-293 (원리)                      | 적천사 외                       | 청도군           |
| 406  | 함양 운곡리 은행나무 | 1999.04.06   | 경남 함양군 서하면 운곡리 779번지                              | 함양군 외                       | 함양군           |
| 482  | 담양 봉안리 은행나무 | 2007.08.09   | 전남 담양군 무정면 봉안리 술지마을 1043-3번지                  | 건설부 외                       | 담양군           |
| 551  | 당진 면천 은행나무   | 2016.09.06   | 충청남도 당진시 동문1길 3 (면천면)                             | 충청남도교육청 외               | 당진시           |
| 562  | 인천 장수동 은행나무 | 2021.02.08   | 인천 남동구 장수동 63-6번지                                    | 충청남도교육청 외               | 남동구청         |

## 참고 도서
- 문화재청, 《문화재이야기여행 천연기념물 100선 보관됨 2016-08-28 - 웨이백 머신》, pp16~24, 2016-03-31

## 참고 자료
- 서울 문묘 은행나무 - 국가유산청 국가유산포털

 본 문서에는 서울특별시에서 지식공유 프로젝트를 통해 퍼블릭 도메인으로 공개한 저작물을 기초로 작성된 내용이 포함되어 있습니다.